# Acacia concinna
Espèce
Classification phylogénétique
Acacia concinna est une espèce de plantes à fleurs de la famille des Fabaceae. C'est un arbuste grimpant originaire des jungles d'Asie tropicale, commun dans les plaines du centre et du sud de l'Inde.
Au Laos, cette plante est appelée Som poy.

## Description

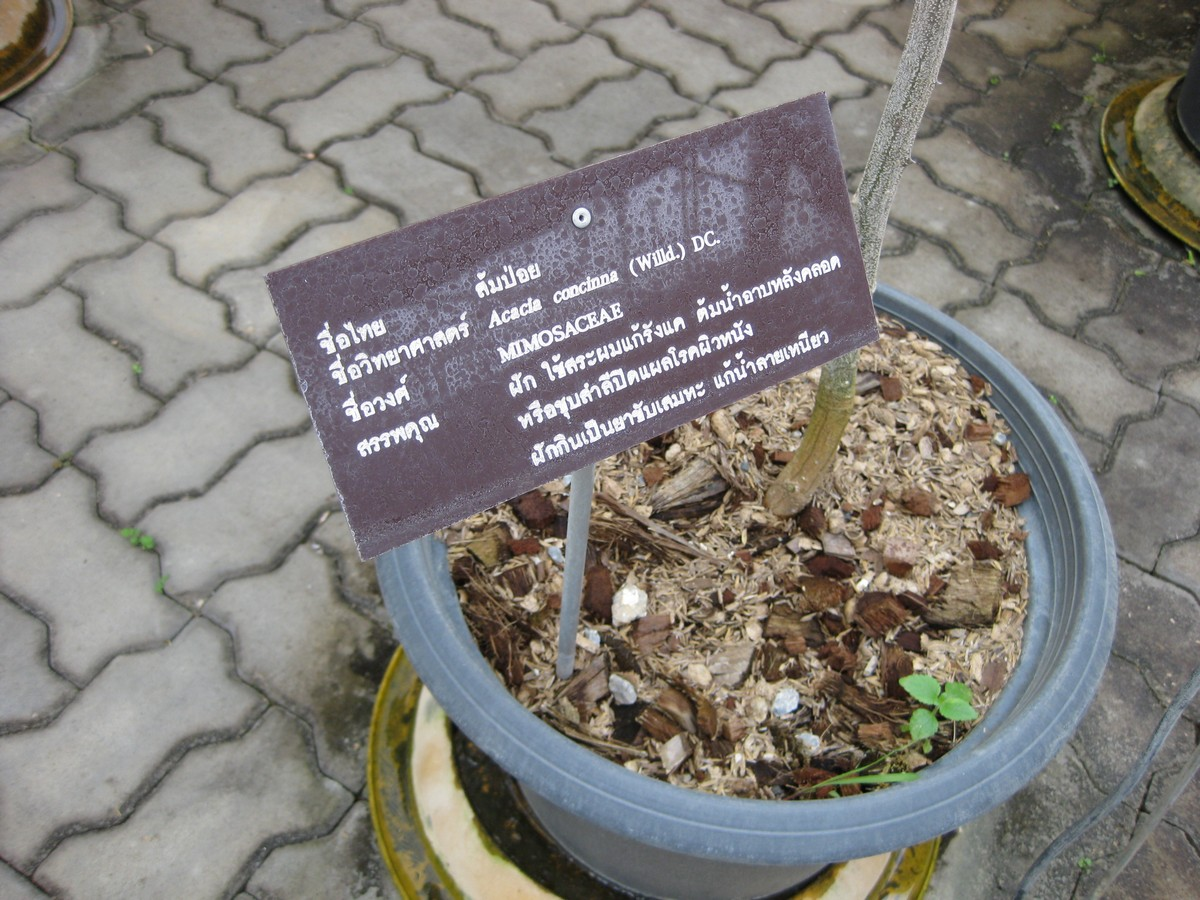
Panneau descriptif en langue siamoise, au Jardin botanique de la reine Sirikit, en Thaïlande.
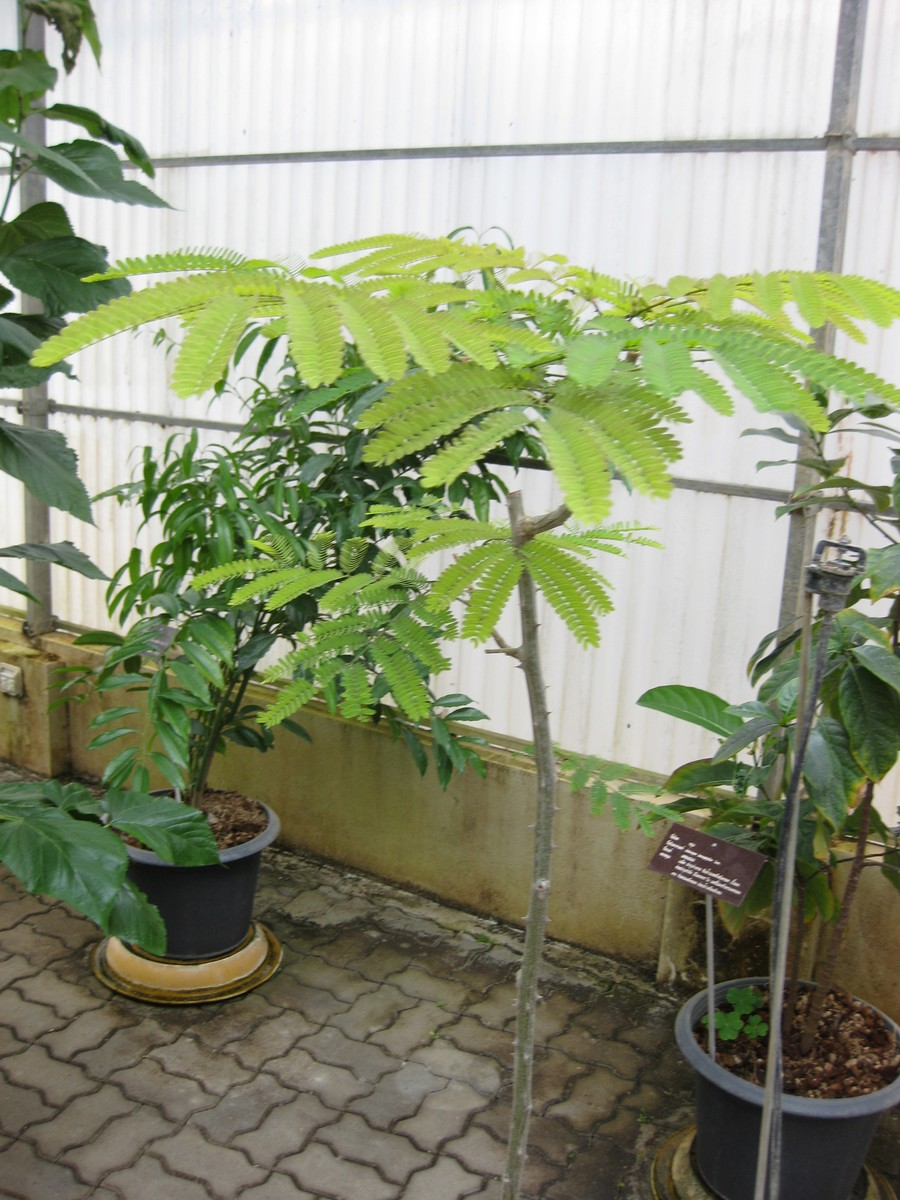
Jeune plant, au Jardin botanique de la reine Sirikit, en Thaïlande.
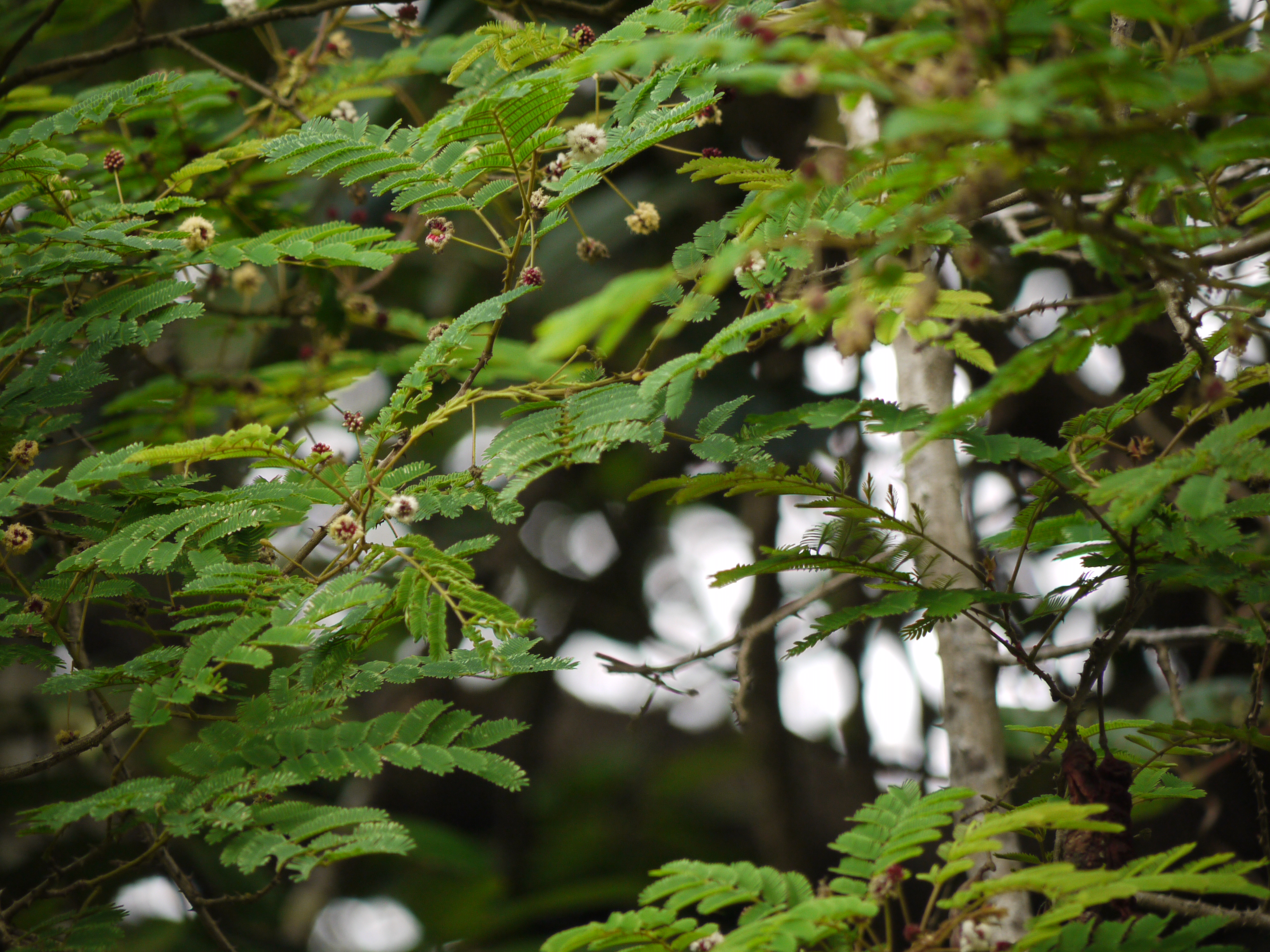
Branches en fleurs.
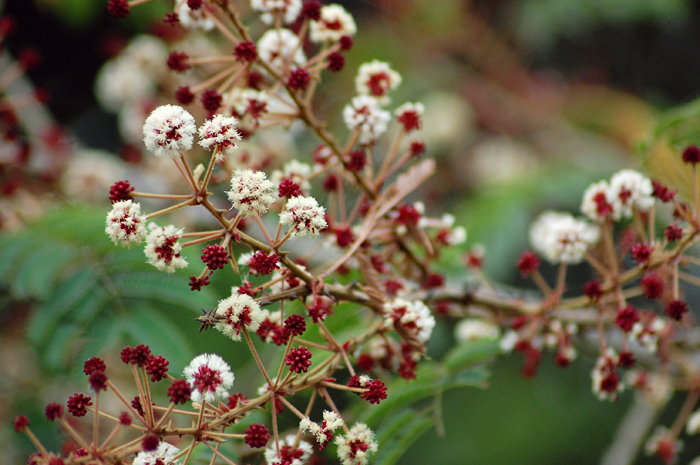
Fleurs.
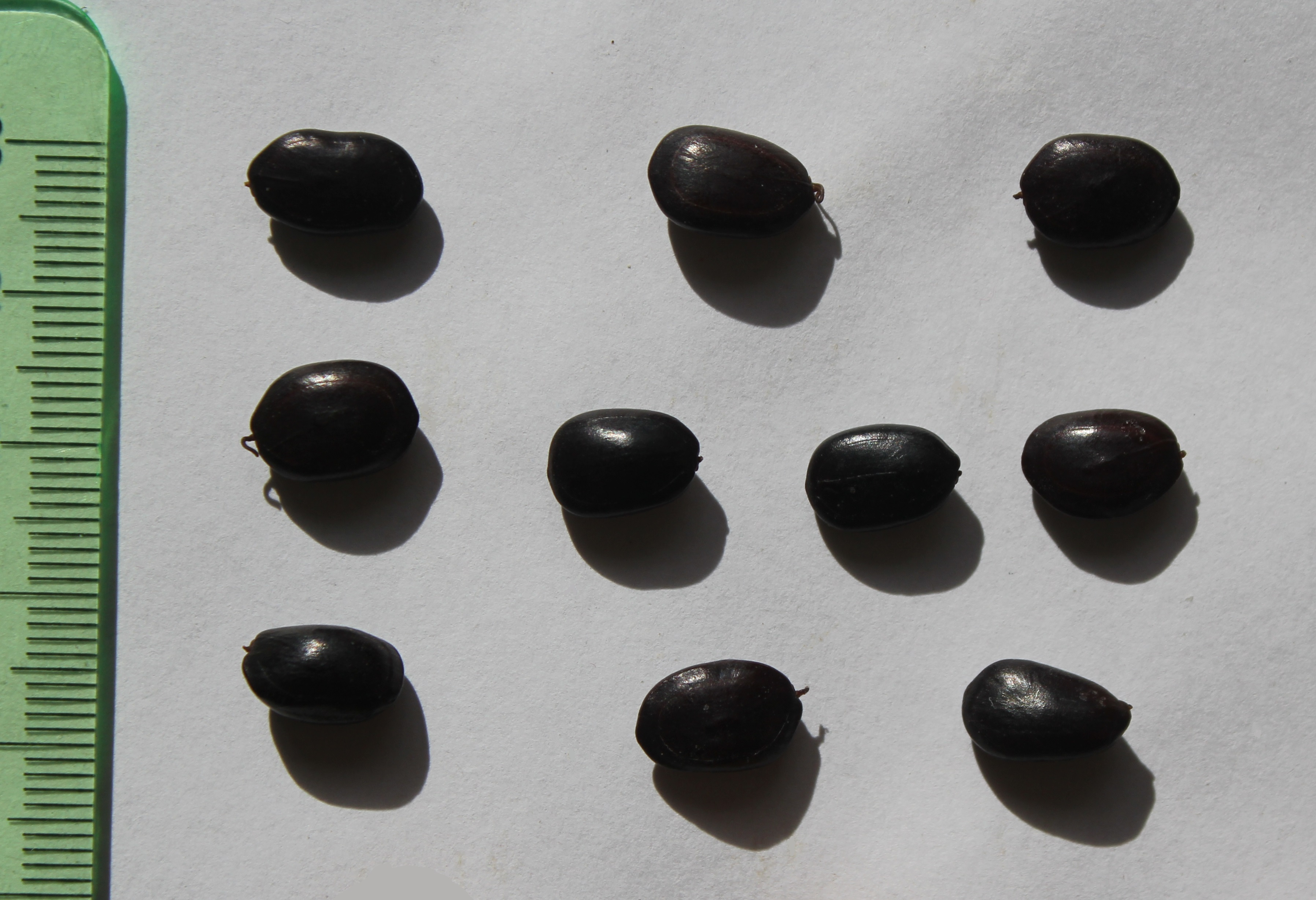
Graines.

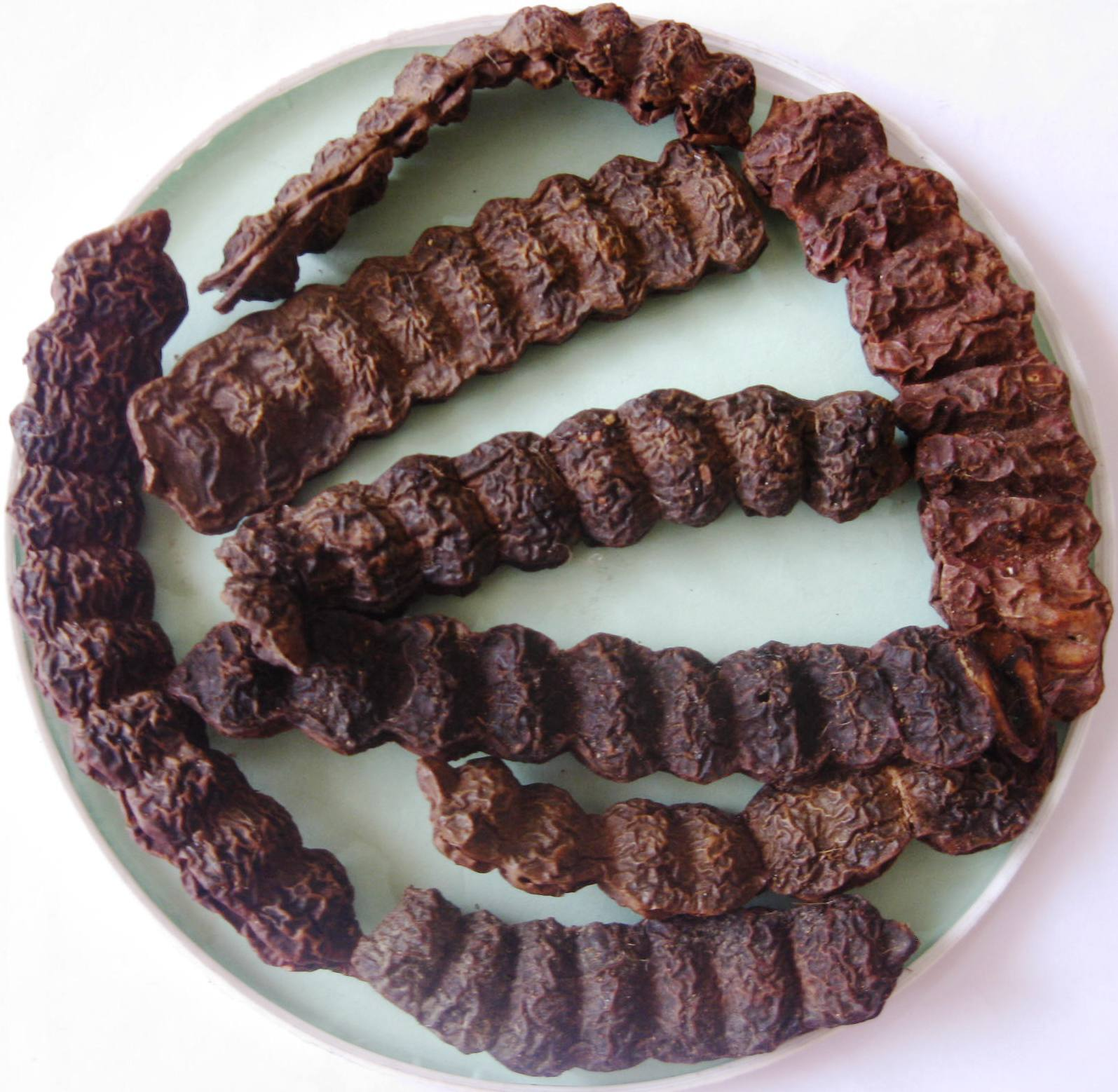
Gousses dAcacia concinna.

L'Acacia concinna est formée d'une liane forte et épineuse qui peut s'élever jusqu'à quatre ou cinq mètres. Ses fleurs sont jaunes ou blanches, et ses fruits forment des cosses, qui rident en séchant.

Les Lao font la différence entre une version sauvage de la plante, appelée Som poy pa, qui pousse en forêt et est de plus petite taille, et une version cultivée de la plante, appelée Som poy sang, qui est plus grande et dont les gousses sont plus grosses.

## Répartition
L'espèce est trouvée en Inde, ainsi qu'au Laos, notamment à Luang Prabang.
L'espèce est envahissante en Nouvelle-Calédonie, où elle a été introduite à la fin des années 1980. Le Code de l'environnement de la Province Sud interdit l’introduction dans la nature de cette espèce ainsi que sa production, son transport, son utilisation, son colportage, sa cession, sa mise en vente, sa vente ou son achat.

## Utilisations
À Luang Prabang au Laos, les cosses des fruits sont séchées et réduites en poudre pour être utilisées comme soin pour les cheveux par les femmes, dans une préparation mêlant de l'eau de riz, du citron comabava, et cette poudre.
Les feuilles sont mangées crues ou dans des soupes et ont un goût acidulé et légèrement amer. 
Les feuilles comme les gousses peuvent être utilisées dans de nombreux rites au Laos, que ce soit pour préparer de l'eau lustrale pour en asperger les des Bouddhas, ou pour procéder à différents rites d'expulsion des malheurs et conjuration de la malchance : le terme lao poi signifie "lâcher" et évoque la libération, le renoncement, la purification. 